# Joachim Trumpf
Joachim Trumpf, auch Joachim Trumph, in älterer Literatur häufig falsch Joachim Trump, (* 12. September 1687 in Malchow; † 4. November 1769 in (Burg) Stargard) war ein deutscher Küster, Organist, Astronom und Instrumentenbauer.

## Leben
Trumpf wurde als Sohn des Küsters und Leinwebers Christoffer Trumpf (* 1663) und dessen Frau Catharina, geb. Haveman (* 1665) in Malchow geboren. Er wuchs in Malchow und Kittendorf auf, erlernte nach dürftiger Schulbildung bei seinem Vater das Weberhandwerk und arbeitete dann als Webergeselle beim Vater. 1712 [nach anderen Quellen 1706] bewarb Trumpf sich erfolgreich um die Stelle des Küsters und Organisten in Ivenack, die er zeit seines Lebens ausübte.
In Ivenack begann Trumpf, sich autodidaktisch mit vielen Gebieten der aufkommenden Naturwissenschaften und der Musik zu beschäftigen. Er korrespondierte mit Johann Mattheson wegen dessen Neuausgabe der „Musicalischen Handleitung“, bildete sich nebenbei weiter und erlangte große Geschicklichkeit. Er reparierte und baute mechanische und Sonnenuhren, erlernte das Klavierspiel und brachte es zum Organisten. Trumpf war nebenher als Landwirt tätig. Sein Interesse für Kartographie und Geodäsie wurde geweckt, als er Gehilfe eines Landmessers wurde. Er baute Orgeln, hydraulische Maschinen, wurde zu Rate gezogen beim Bau von Wasserkünsten, Kaskaden, Springbrunnen. Er wurde eine bekannte Persönlichkeit, stand mit vielen Berühmtheiten seiner Zeit im Briefwechsel und strebte nach immer neuen Naturerkenntnissen.
In den 1740er-Jahren errichtete Trumpf in Ivenack die erste belegbare Sternwarte Mecklenburgs. Er baute dafür nach dem Vorbild von Hevelius ein Teleskop, stellte auch einen Tubus her, zu dem er die Gläser selbst schliff, fertigte optische Gläser auch für den Rostocker Mathematikprofessor Petrus Becker, und experimentierte mit der Elektrizität.
Trumpf starb zu Stargard während der Aufstellung einer bereits früher gefertigten Orgel, welche die dortige Kirchgemeinde für die wieder errichtete Stadtkirche erworben hatte, und hatte dort in seinen letzten Wochen engen Kontakt zu dem Pastor und Naturforscher Gottlob Burchard Genzmer, der einen Nachruf auf Trumpf veröffentlichte.
Joachim Trumpf war (mindestens) zweimal verheiratet. Aus erster Ehe ist eine Tochter bekannt. Als Trumpf 74-jährig im Jahre 1761 erneut heiratete, war seine Braut 52 Jahre jünger als er, wie es der Ivenacker Pastor besonders im Kirchenbuch vermerkte.

## Werke (Auswahl)
Trumpf schrieb 1762–1769 sein umfangreiches Wissen in acht Quartbänden nieder, die jedoch schon zwei Generationen später nicht mehr auffindbar waren.
Als Orgelbauer
- um 1700 Beteiligung am Orgelneubau in der Kirche zu Ivenack (2 Manuale und Pedal)
- 1721 Reparaturplan für die Orgel in Teterow
- um 1721 Reparatur der Orgel in Malchin
- 1722 Reparatur und Verbesserung der Orgel in Demmin, St. Bartholomäuskirche
- 1769 Aufstellung einer früher gefertigten Orgel in der Stadtkirche in (Burg) Stargard, unvollendet (2 Manuale und Pedal, 16 Register)
- [im Nachruf erwähnt:] ein Orgelwerk mit 36 Registern, das T. in 16-jähriger Arbeit geschaffen und in seiner Wohnung aufgestellt hatte (vielleicht das nach Stargard verkaufte Instrument)